# Dawson (Dakota del Nord)
Dawson és una població dels Estats Units a l'estat de Dakota del Nord. Segons el cens del 2000 tenia 75 habitants.

## Demografia
Segons el cens del 2000, Dawson tenia 75 habitants, 38 habitatges, i 16 famílies. La densitat de població era de 72,4 hab./km².
Dels 38 habitatges en un 18,4% hi vivien nens de menys de 18 anys, en un 31,6% hi vivien parelles casades, en un 2,6% dones solteres, i en un 55,3% no eren unitats familiars. En el 52,6% dels habitatges hi vivien persones soles el 36,8% de les quals corresponia a persones de 65 anys o més que vivien soles. El nombre mitjà de persones vivint en cada habitatge era d'1,97 i el nombre mitjà de persones que vivien en cada família era de 3.
Per edats la població es repartia de la següent manera: un 20% tenia menys de 18 anys, un 9,3% entre 18 i 24, un 14,7% entre 25 i 44, un 25,3% de 45 a 60 i un 30,7% 65 anys o més.
L'edat mediana era de 49 anys. Per cada 100 dones de 18 o més anys hi havia 93,5 homes.
La renda mediana per habitatge era de 20.833 $ i la renda mediana per família de 22.917 $. Els homes tenien una renda mediana de 23.750 $ mentre que les dones 0 $. La renda per capita de la població era de 13.192 $. Cap de les famílies i el 20,3% de la població estaven per davall del llindar de pobresa.

## Poblacions més properes
El següent diagrama mostra les poblacions més properes.